# Lucas Bolo
Lucas Javier Bolo Alemany, noto semplicemente come Lucas Bolo (Buenos Aires, 12 marzo 1992), è un giocatore di calcio a 5 argentino, campione sudamericano con la Nazionale argentina nel 2015 e nel 2022.

## Carriera

### Club
Cresciuto nel settore giovanile della modesta Juvencia di Tapiales, con cui debutta in División de Honor, gioca in seguito con il River Plate e, per appena sei mesi, con il Boca Juniors prima di trasferirsi in Spagna al Santiago. Dopo una sola stagione passa al Napoli militante nella Serie A italiana e quindi ritorna in Spagna per accordarsi con il Peñíscola. Il periodo più ricco di soddisfazioni per il calcettista è però quello trascorso al San Lorenzo: in appena tre anni Bolo vince due campionati, una Coppa dell'Argentina e due Supercoppe. Il successo più prestigioso è però costituito dalla Coppa Libertadores 2021 che rappresenta il primo trofeo di una squadra argentina nella massima competizione continentale per club.

### Nazionale
Con la Nazionale Under-21 dell'Argentina ha partecipato al campionato sudamericano Under-21 del 2013, concluso al terzo posto. Due anni più tardi viene incluso nella lista definitiva dei convocati della nazionale maggiore per la Copa América 2015, vinta proprio dall'Albiceleste. Nel 2021 disputa la sua prima Coppa del Mondo, contribuendo al raggiungimento della finale persa per mano del Portogallo.

## Palmarès

### Club

#### Competizioni nazionali
- Campionato argentino: 3

Boca Juniors: 2014 (A)
San Lorenzo: 2018, 2019
- Campionato italiano: 1

Italservice: 2021-22
- Coppa Italia: 2

Italservice: 2021-22
Napoli: 2023-24
- Supercoppa italiana: 1

Italservice: 2021

#### Competizioni internazionali
- Coppa Libertadores: 1
San Lorenzo: 2021

### Nazionale
- Coppa America: 2
Ecuador 2015
Paraguay 2022